# Antoine Sleiman
 (janvier 2015).
Antoine Sleiman, né le 5 mars 1956 à Amchit dans le District de Jbeil au Liban, 
De 2005 à 2014, il a occupé, en plus, en intérim, le poste de Gouverneur du Mont-Liban.

## Biographie
Antoine Sleiman est le fils cadet de Joséphine et Nouhad Sleiman. Il a deux frères et une sœur[réf. nécessaire] :
- Ghattas Sleiman, ancien maire de Amchit et un des fondateurs et président de la ligue des maires du district de Jbeil;
- Michel Sleiman, ancien chef de l’armée de 1998 à 2008, puis Président de la République libanaise de 2008 à 2014;
- Laudy Sleiman.

Il est membre du Conseil supérieur de la discipline au Liban et du comité libano-syrien de la démarcation des limites entre les deux pays.
Avocat à la cour aux barreaux de Beyrouth (1979-1994) et juge (1994-2002), il a occupé les postes de[réf. nécessaire] :
- Avocat général de Mont Liban et de Liban Nord
- Juge d'instruction au Tribunal Militaire.
- Conseiller à la cour pénale de Beyrouth.

Il fut aussi professeur de Droit à Université Saint-Esprit de Kaslik (en arabe : جامعة الروح القدس - الكسليك ; Jami'At al Rouh al Qoudous - Al Kaslik). Il est membre actif de la société Saint Vincent de Paul et du club de Amchit (en arabe : نادي عمشيت Nadi Amchit)depuis 1982.
Il est aussi poète et écrivain arabophone et francophone dont plusieurs articles publiés en son nom dans les médias. Son ouvrage Nour en voyelles et consonnes, paru en 2009, aux éditions Nawfal, librairie Antoine est consacré à la poésie amoureuse. Une œuvre poétique dédiée à l’amour et à la femme.
Titulaire de plusieurs titres honorifiques, doctorat en sciences politiques de LaHaye Global University (Pays-Bas) et doctorat en droit international de la Rochville University (en) (États-Unis)[réf. nécessaire], il est aussi désigné Ambassadeur de la paix, par la Fédération Internationale de la Paix (UPF). En 2013 il est décoré de l’ordre de l’Étoile d’Italie, grade officier, une décoration qui lui a été décernée par la Président de la République d’Italie[réf. nécessaire] et est désigné, le 20 avril 2013, Ambassadeur Universel pour la Paix - Serviteur de l'Humanité, par CULPAC.